# Crisis de 1866
La crisis de 1866 fue una de las crisis económicas del siglo XIX, una de las primeras de la época del capitalismo industrial, generalizada a toda Europa, aunque particularmente causó la quiebra de los principales agentes de cambio de las bolsas de Londres y de París. A comienzos del año 1866, se constató un frenazo de las operaciones bursátiles que no tardó en propagarse por toda Europa. Los inversores más temerosos comenzaron a deshacerse de sus carteras de valores, desconfiando especialmente de los sectores punteros como el ferrocarril. Además de los factores financieros, tuvo un gran peso el escenario político internacional, caracterizado por las tensiones entre el Imperio austríaco, el reino de Prusia y el joven reino de Italia.

## Factores
Entre los factores que contribuyeron a la crisis que se desencadenó en Londres, se encuentran:
- las peculiaridades del sistema jurídico-comercial británico, que en 1862 abrió el mercado a un número mayor de actores menos experimentados, las "sociedades de responsabilidad limitada" (Limited liability company) que tomaron riesgos desproporcionados;
- la formación, a un nivel internacional, de una burbuja especulativa en el sector ferroviario, ávido de capital (gourmand en capitaux), y de los primeros signos de frenazo;
- la toma de posición de ciertos bancos y organismos de crédito y, consecuentemente, una mayor presión sobre el Banco de Inglaterra, lo que produjo un alza en cascada de las tasas de descuento en Europa.

## La crisis en Londres
A mediados del siglo XIX, Overend, Gurney and Company era la primera casa británica de descuento bancario; pero la rentabilidad declinante de sus operaciones incitó a sus dirigentes a diversificar sus actividades hacia el crédito. A partir de 1859, Overend Gurney financiaba también numerosos proyectos por todo el mundo, aunque sin un análisis serio de los riesgos ni verificación sistemática de la existencia de activos de garantía.
A partir de 1860, las actividades de crédito de Overend Gurney eran deficitarias, y dicho déficit ya no podía compensarse con los beneficios obtenidos en las actividades de descuento. En 1865, ante la inminencia de una quiebra clamorosa, los asociados de Overend Gurney decidieron realizar una ampliación de capital de 5 millones de libras esterlinas. Para ello, transfirieron el balance de la institución a una nueva entidad dotada de un estatuto de compañía de responsabilidad limitada. Más tarde se estimaría el valor de la cartera de préstamos detenido por la banca en el momento de este aumento de fondos en una quinta parte de su valor nominal. Sin embargo, la noticia de la intención de los suscriptores de aumentar el capital garantizaba a estos últimos contra las eventuales pérdidas ocasionadas por el activo y pasivo transferidos a la nueva entidad. 
En los meses que siguieron, el contexto geopolítico en Europa central, la crisis bursátil, el hundimiento de los precios del algodón y el nivel elevado de la tasa de interés abocaron a la quiebra a numerosas empresas, entre ellas muchos deudores de Overend Gurney. El 9 de mayo de 1866, cuando un tribunal británico declaró oficialmente la incapacidad de la banca para recuperar la deuda de la Mid-Wales Railway Company, se produjo un pánico bancario y una retirada masiva de depósitos. 
Los dirigentes de Overend Gurney apelaron en vano a la asistencia del Banco de Inglaterra (institución que ellos mismos habían intentado desestabilizar seis años antes orquestando una retirada masiva de liquidez). El 10 de mayo Overend Gurney se declaró en quiebra.
El Banco de Inglaterra inyectó liquidez masivamente para sostener el sistema financiero, a costa de sus propias reservas, que descendieron un 85 % en dos días. El viernes 11 de mayo fue denominado por The Times como Black Friday ("viernes negro"). El 12 de mayo, el gobierno hizo votar la suspensión de la Bank Charter Act de 1844, lo que tuvo por efecto autorizar al Banco de Inglaterra la emisión de billetes de tesorería no respaldados por sus depósitos de oro. La medida bastó para restaurar la confianza de los mercados.
La quiebra de Overend Gurney inspiró al periodista Walter Bagehot su libro Lombard Street: a description of the money market (1873), en el que describe y promueve el papel de prestamista de última instancia jugado por el Banco de Inglaterra.

## La crisis en Italia
En junio, el estallido de la guerra austro-prusiana provocó en la bolsa de Milán una especulación a la baja sobre los títulos italianos. Los especuladores descontaban las consecuencias financieras de una previsible y pronta victoria austríaca, que conllevaría una próxima invasión de Italia por los supuestos vencedores.

## La crisis en París

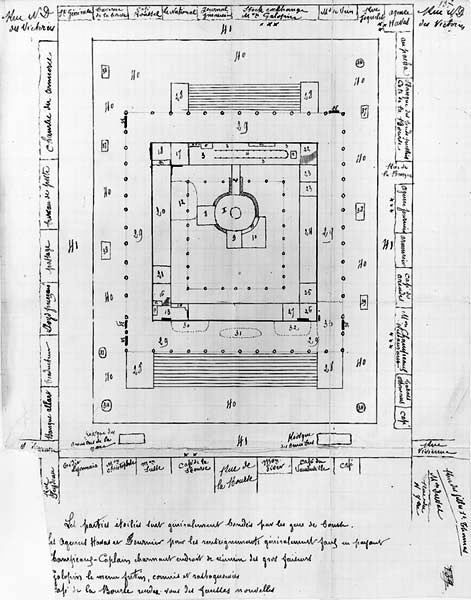
Plano de la Bourse de Paris de la maino de Zola, elaborado hacia 1890 para su novela L'Argent, ambientada en la crisis de 1866.

En París, la crisis se concretó en la quiebra de dos importantes agentes de cambio, Doyen y Porché, que habían especulado a la baja y sufrieron grandes pérdidas tras la batalla de Sadowa (3 de julio de 1866). En los días precedentes, el mercado de obligaciones había caído, porque se pensaba que la guerra sería interminable, en razón de una victoria austriaca en Italia, lo que impediría la unificación de Italia. La victoria prusiana en Sadowa, imprevista pero muy clara, modificó completamente la tendencia en los mercados de obligaciones, que pasaron a subir fuertemente tras haber estado en situación de vente à découvert: el 5 de julio de 1866, la cotización de la deuda francesa al 3% subió casi un 10% en una sola jornada (de 64.40 a 70 francos). Paralelamente, la de la deuda italiana al 5% subió casi el 40% en una sola sesión (de 42,60 a 70).

### Consecuencias
Las pérdidas sufridas por los agentes de cambio que habían vendido à découvert ("al descubierto" -venta corta-) complicó la crisis de 1866 en la plaza bursátil de Paris; los agents de change Doyen y Porché se declararon en quiebra, con pérdidas respectivas de 1,38 million y 350 000 francos. La Chambre syndicale des agents de change propuso que la place les sostuviera solidariamente para evitar las quiebras en cascada pero la Compagnie des agents de change se opuso y el rescate fue operado por una suscripción privada. La mayor parte de los financieros respetaron todos sus compromisos, a pesar de las rupturas de los contratos de ciertos especuladores deshonestos, pero sus pérdidas pusieron en evidencia en esta ocasión la cuestión del marché à terme ("mercado a término") y sus riesgos.
La crisis financiera de 1866 se describe de forma muy precisa en un capítulo entero de L'Argent, novela de Émile Zola (1891), publicada en primer lugar en Gil Blas, revista satírica ilustrada propiedad del agente de cambio Victor Antoine Desfossés. La víspera de Sadowa, el mercado bursátil cae porque piensa que la guerra será interminable, habiendo precedido a la victoria prusiana una victoria austríaca en Italia, lo que parecía poner fin a las esperanzas de la unificación de Italia. En su novela L'Argent, Emile Zola presenta como protagonista a un personaje ficticio pero inspirado en la realidad, el banquero Saccard, que se enriquece la víspera de Sadowa, al comprar a la baja acciones de empresas que se beneficiarán del fin rápido de la guerra.
Tras la batalla de Sadowa, Austria cedió en beneficio de Prusia la hegemonía en la Confederación germánica, que se transformó en la Confederación de Alemania del Norte. Para Prusia significó abrir la vía para obtener cuatro años más tarde la unificación alemana en su propio beneficio, mucho más rápidamente que lo que hubiera podido esperar.

## La crisis en España
En España la crisis de 1866 contribuyó al desprestigio de los gobiernos moderados del final del reinado de Isabel II y la subsecuente revolución de 1868.

La situación del país, mala, malísima. El crédito, a tierra. La riqueza rústica y urbana, menguando prodigiosamente. Los negocios perdidos, y no sé quién se salvará de este conflicto… Nadie paga, porque nadie puede pagar, porque nadie tiene para pagar. Si vendes, nadie compra, ni aun cuando des las cosas por el cincuenta por ciento de su coste. La España ha llegado a una decadencia grande, y yo, como buen español, desearla que hubiera medios hábiles de levantar el prestigio y dignidad de este pueblo.
Carta de Pascual Madoz a Juan Prim.

## La crisis en Argentina
La vinculación de la economía de Argentina al comercio exterior de lana, la hizo vulnerable a la crisis de 1866.